# Tanaecia chariestata
Tanaecia chariestata är en fjärilsart som beskrevs av Hans Fruhstorfer 1913. Tanaecia chariestata ingår i släktet Tanaecia och familjen praktfjärilar. Inga underarter finns listade i Catalogue of Life.